# Sistem de detectare a intruziunilor

Reprezentarea grafică a unui sistem de detecţie şi prevenire a intruziunilor

Un sistem de detectare a intruziunilor (în engleză: intrusion detection system; acronim IDS) este o aplicație dispozitiv sau software care monitorizează activitățile legate de rețea sau de sistem pentru activități rău intenționate sau încălcări ale politicilor și produce rapoarte la o stație de management.
Utilizatorii business și utilizatorii casnici sunt conectați la rețeaua globală internet folosind metoda conexiune permanent activă, acest lucru oferă motiv pentru atac hackerilor. Intruziunile și atacurile de rețea costă scump companiile în contextul de furt de informații, pierderi de productivitate în urma serviciilor compromise, precum și costurile pentru remedierea calculatoarelor compromise. Pe parcursul a multor ani numărul de infiltrări în sistem crește și sunt din ce în ce mai sofisticate. Doar sistemele automate de detecție și prevenire a intruziunilor ar putea atenua atacuri complexe cu viteza necesară sau prevenirea pagubelor imense și cheltuielile de judecată.

### Monitorizare pasivă

Sistem de detectare a intruziunilor pasiv

Un sistem de detectare a intruziunilor monitorizează în regim pasiv pachetele de date și jurnalele de evenimente.
Principiul de funcționare al sistemului este:
- Traficul de pe rețea este copiat și direcționat către senzorul sistemului de detecție pentru analiză.
- În cazul când o porțiune din trafic coincide cu o activitate de penetrare acest trafic este "nimicit".
- Senzorul sistemului trimite un mesaj de alarmă către consola de management.